# Claire z Księżyca
Claire z Księżyca – (oryg. Claire of the Moon)  amerykański dramat filmowy o tematyce lesbijskiej z roku 1998, w reżyserii Nicole Conn. Film opowiada o wzajemnym intensywnym pragnieniu seksualnym dwu kobiet i równie silnej walce z nim.

## Fabuła
Lesbijka, pisarka i psycholog  dr Noel Benedict, spotyka na brzegu oceanu swoje pełne przeciwieństwo, heteroseksualną Claire, uczuciową lecz jednocześnie cyniczną, pozbawioną zahamowań moralnych. Kontakty kobiet zacieśniają się, obie próbują pokonać niepewność, zaakceptowć swoje uczucia takimi, jakimi one są.